# Siêu cúp bóng đá Việt Nam 2003
Siêu cúp Bóng đá Quốc gia 2003, còn được gọi là Siêu cúp Bóng đá Quốc gia – VTC Cup 2003 vì lý do tài trợ, là trận đấu bóng đá lần thứ 5 trong lịch sử của Siêu cúp bóng đá Việt Nam do Liên đoàn bóng đá Việt Nam và báo Tiền Phong đồng tổ chức. Trận đấu này diễn ra giữa hai câu lạc bộ Hoàng Anh Gia Lai (đội vô địch Giải bóng đá vô địch quốc gia 2003) và Bình Định (đội vô địch Giải bóng đá Cúp Quốc gia 2003) theo thể thức hai lượt trận trên sân nhà và sân khách. Lượt đi diễn ra ngày 28 tháng 12 năm 2003 trên sân vận động Quy Nhơn và lượt về diễn ra ngày 31 tháng 12 năm 2003 trên sân vận động Pleiku (Gia Lai).
Hoàng Anh Gia Lai đã đánh bại Bình Định sau hai lượt trận với tổng tỷ số 3–2 (lượt đi hòa 1–1, lượt về thắng 2–1), qua đó giành danh hiệu siêu cúp lần đầu tiên.

## Thông tin về trận đấu

### Giải thưởng
Đội thắng trong trận đấu sẽ giành được giải thường tiền mặt trị giá 150 triệu đồng, đội thua được nhận 70 triệu đồng.

### Truyền hình
Cả hai trận đấu được tường thuật trực tiếp trên kênh VTV3.

## Chi tiết

### Lượt đi
| Bình Định     | 1–1      | Hoàng Anh Gia Lai |
| ------------- | -------- | ----------------- |
| Khoa Thanh 3' | Chi tiết | Minh Hải 62'      |

| Bình Định | Hoàng Anh Gia Lai |

| 5–3–2:           |    |                      |  |     |
| TM               | 16 | Trần Minh Quang      |  |     |
| HV               | 7  | Nirut Surasiang      |  | 70' |
| HV               | 21 | Nguyễn Văn Tâm       |  |     |
| HV               | 3  | Cao Văn Dũng         |  |     |
| HV               | 22 | Nguyễn Thành Lợi     |  | 80' |
| HV               | 5  | Nguyễn Ngọc Bảo      |  | 83' |
| TV               | 4  | Issawa Singthong     |  |     |
| TV               | 9  | Lê Minh Mính         |  |     |
| TV               | 11 | Nguyễn Phi Hùng      |  |     |
| TĐ               | 10 | Pipat Thonkanya      |  |     |
| TĐ               | 12 | Trần Đoàn Khoa Thanh |  |     |
| Thay người:      |    |                      |  |     |
| TV               |    | Carlos Granano       |  | 70' |
|                  |    | Văn Hiển             |  | 80' |
|                  | 15 | Lê Thanh Phương      |  | 83' |
| Huấn luyện viên: |    |                      |  |     |
| Dương Ngọc Hùng  |    |                      |  |     |

| 4–4–2:            |    |                    |  |     |
| TM                | 1  | Võ Văn Hạnh        |  |     |
| HV                | 17 | Dusit Chalermsan   |  |     |
| HV                |    | Trịnh Duy Quang    |  |     |
| HV                | 6  | Lê Quang Trãi      |  |     |
| HV                | 23 | Lê Thành Long      |  |     |
| HV                | 3  | Phạm Minh Đức      |  | 65' |
| TV                | 11 | Ngô Quang Trường   |  |     |
| TV                | 10 | Tawan Sripan       |  |     |
| TV                |    | Hồng Việt          |  | 29' |
| TĐ                | 13 | Kiatisuk Senamuang |  |     |
| TĐ                | 9  | Nguyễn Văn Đàn     |  |     |
| Thay người:       |    |                    |  |     |
| TĐ                | 16 | Nguyễn Minh Hải    |  | 29' |
|                   | 7  | Nguyễn Hữu Đang    |  | 65' |
|                   |    |                    |  |     |
| Huấn luyện viên:  |    |                    |  |     |
| Arjhan Srongamsak |    |                    |  |     |

| Cầu thủ xuất sắc nhất trận: Issawa Singthong (Bình Định) | Quy định trận đấu - 90 phút. - Luật bàn thắng sân khách. - Đá luân lưu nếu tỷ số hòa. - Được đăng ký 25 cầu thủ, trong đó có 4 cầu thủ ngoại và ra sân cùng lúc tối đa 3. - Được thay tối đa 3 cầu thủ. |

### Lượt về
| Hoàng Anh Gia Lai | 2–1      | Bình Định        |
| ----------------- | -------- | ---------------- |
| Kiatisuk 60', 70' | Chi tiết | Lê Minh Mính 85' |

| Hoàng Anh Gia Lai | Bình Định |

| 4–4–2:            |    |                    |  |         |
| TM                | 1  | Võ Văn Hạnh        |  |         |
| HV                |    | Trịnh Duy Quang    |  |         |
| HV                |    | Lê Quang Trãi      |  |         |
| HV                | 23 | Lê Thành Long      |  |         |
| HV                |    | Phạm Minh Đức      |  |         |
| TV                | 17 | Dusit Chalermsan   |  |         |
| TV                | 11 | Ngô Quang Trường   |  |         |
| TV                | 10 | Tawan Sripan       |  |         |
| TV                |    | Hồng Việt          |  |         |
| TĐ                | 13 | Kiatisuk Senamuang |  |         |
| TĐ                | 9  | Nguyễn Văn Đàn     |  |         |
| Thay người:       |    |                    |  |         |
| TĐ                |    | Nguyễn Minh Hải    |  | Vào sân |
|                   |    | Nguyễn Hữu Đang    |  | Vào sân |
|                   |    |                    |  |         |
| Huấn luyện viên:  |    |                    |  |         |
| Arjhan Srongamsak |    |                    |  |         |

| 5–3–2:           |    |                      |  |  |
| TM               | 16 | Trần Minh Quang      |  |  |
| HV               | 7  | Nirut Surasiang      |  |  |
| HV               | 21 | Nguyễn Văn Tâm       |  |  |
| HV               | 3  | Cao Văn Dũng         |  |  |
| HV               | 8  | Nguyễn Văn Hiển      |  |  |
| HV               | 5  | Nguyễn Ngọc Bảo      |  |  |
| TV               | 4  | Issawa Singthong     |  |  |
| TV               | 9  | Lê Minh Mính         |  |  |
| TV               | 11 | Nguyễn Phi Hùng      |  |  |
| TĐ               | 10 | Pipat Thonkanya      |  |  |
| TĐ               | 12 | Trần Đoàn Khoa Thanh |  |  |
| Thay người:      |    |                      |  |  |
|                  |    |                      |  |  |
|                  |    |                      |  |  |
|                  |    |                      |  |  |
| Huấn luyện viên: |    |                      |  |  |
| Dương Ngọc Hùng  |    |                      |  |  |

| Cầu thủ xuất sắc nhất trận: Kiatisuk Senamuang (Hoàng Anh Gia Lai) | Quy định trận đấu - 90 phút. - Luật bàn thắng sân khách. - Đá luân lưu nếu tỷ số hòa. - Được đăng ký 25 cầu thủ, trong đó có 4 cầu thủ ngoại và ra sân cùng lúc tối đa 3. - Được thay tối đa 3 cầu thủ. |

| Siêu cúp bóng đá Việt Nam 2003 Nhà vô địch |
| ------------------------------------------ |
| Hoàng Anh Gia Lai Lần đầu tiên             |